# Diarthron turcomanicum
Diarthron turcomanicum är en tibastväxtart som först beskrevs av Ekaterina Georgiewna Czerniakowska, och fick sitt nu gällande namn av Kit Tan. Diarthron turcomanicum ingår i släktet Diarthron och familjen tibastväxter. Inga underarter finns listade i Catalogue of Life.